# Primera División 1982-1983 (Spagna)
La Primera División 1982-1983 è stata la 52ª edizione della massima serie del campionato spagnolo di calcio, disputato tra il 4 settembre 1982 e il 1º maggio 1983 e concluso con la vittoria del Athletic Bilbao, al suo settimo titolo.
Capocannoniere del torneo è stato Hipólito Rincón (Real Betis) con 20 reti.

## Stagione

### Novità
Sulla base del ranking UEFA 1982, la Spagna perse subito il posto in più guadagnato lo scorso anno, tornando a tre squadre qualificate per la Coppa UEFA.

### Avvenimenti
Il torneo fu dominato dal Real Madrid, che dopo aver preso il comando solitario della classifica alla quinta giornata dando avvio alla fuga, tallonato inizialmente dal Real Saragozza e in seguito dall'Athletic Bilbao, che concluse il girone di andata a -1 dalle Merengues. Nel corso del girone di ritorno si inserì nella lotta al titolo anche il Barcellona, che per un paio di giornate arrivò a condividere la vetta con Real Madrid e Athletic Bilbao. Queste ultime due squadre divennero presto le uniche contendenti rimaste per la lotta al titolo: all'ultima giornata, i baschi approfittarono di una sconfitta delle Merengues contro il Valencia per conquistare il settimo titolo nazionale.
I verdetti per le qualificazioni in Coppa UEFA erano già stati decisi con un turno di anticipo, con Atlético Madrid e Barcellona che avevano già distanziato il Siviglia. Quando poi i Blaugrana e il Real Madrid si qualificarono alla finale di Coppa del Re, i Rojiblancos poterono usufruire del posto che una delle due squadre, già qualificate per la terza competizione europea, avrebbe lasciato libero ottenendo l'accesso in Coppa delle Coppe.
Vincendo contro il Real Madrid i Xotos poterono agganciare i diretti rivali per la lotta alla salvezza del Las Palmas, condannandoli grazie ai migliori risultati ottenuti negli scontri diretti. Sempre all'ultima giornata, l'Osasuna sconfisse un Barcellona già qualificato per le coppe europee, assicurandosi la permanenza in massima divisione a discapito del Celta Vigo e del Racing Santander.

## Classifica finale
|       | Pos. | Squadra          | Pt | G  | V  | N  | P  | GF | GS | DR  |
| ----- | ---- | ---------------- | -- | -- | -- | -- | -- | -- | -- | --- |
|       | 1.   | Athletic Bilbao  | 50 | 34 | 22 | 6  | 6  | 71 | 36 | +35 |
|       | 2.   | Real Madrid      | 49 | 34 | 20 | 9  | 5  | 57 | 25 | +32 |
|       | 3.   | Atlético Madrid  | 46 | 34 | 20 | 6  | 8  | 56 | 38 | +18 |
| [ 2 ] | 4.   | Barcellona       | 44 | 34 | 17 | 10 | 7  | 60 | 29 | +31 |
|       | 5.   | Siviglia         | 42 | 34 | 15 | 12 | 7  | 44 | 31 | +13 |
|       | 6.   | Real Saragozza   | 40 | 34 | 17 | 6  | 11 | 59 | 39 | +20 |
|       | 7.   | Real Sociedad    | 36 | 34 | 12 | 12 | 10 | 29 | 27 | +2  |
|       | 8.   | Sporting Gijón   | 33 | 34 | 9  | 15 | 10 | 31 | 32 | -1  |
|       | 9.   | Español          | 32 | 34 | 13 | 6  | 15 | 45 | 47 | -2  |
|       | 10.  | Malaga           | 30 | 34 | 10 | 10 | 14 | 37 | 48 | -11 |
|       | 11.  | Real Betis       | 30 | 34 | 9  | 12 | 13 | 42 | 45 | -3  |
|       | 12.  | Real Valladolid  | 29 | 34 | 9  | 11 | 14 | 34 | 51 | -17 |
|       | 13.  | Salamanca        | 28 | 34 | 10 | 8  | 16 | 31 | 48 | -17 |
|       | 14.  | Osasuna          | 26 | 34 | 10 | 6  | 18 | 39 | 54 | -15 |
|       | 15.  | Valencia         | 25 | 34 | 9  | 7  | 18 | 42 | 56 | -14 |
|       | 16.  | Las Palmas       | 25 | 34 | 7  | 11 | 16 | 32 | 55 | -23 |
|       | 17.  | Celta Vigo       | 24 | 34 | 9  | 6  | 19 | 27 | 56 | -29 |
|       | 18.  | Racing Santander | 23 | 34 | 9  | 5  | 20 | 44 | 63 | -19 |

Legenda:
      Campione di Spagna ed ammessa alla Coppa dei Campioni 1983-1984.
      Ammesse alla Coppa UEFA 1983-1984.
      Ammesse alla Coppa delle Coppe 1983-1984.
      Retrocesse in Segunda División 1983-1984.
Regolamento:
Due punti a vittoria, uno a pareggio, zero a sconfitta.
In caso di arrivo di due o più squadre a pari punti, la graduatoria verrà stilata secondo la classifica avulsa tra le squadre interessate che prevede, in ordine, i seguenti criteri:
- Punti negli scontri diretti.
- Differenza reti negli scontri diretti.
- Differenza reti generale.
- Reti realizzate in generale.

## Risultati
|                  | Ath  | Atm  | Bar  | Bet  | Cel  | Esp  | Mal  | Lpa  | Osa  | Rac  | Rma  | Rsa  | Rso  | Rva  | Sal  | Siv  | Spg  | Val  |
| ---------------- | ---- | ---- | ---- | ---- | ---- | ---- | ---- | ---- | ---- | ---- | ---- | ---- | ---- | ---- | ---- | ---- | ---- | ---- |
| Athletic Bilbao  | –––– | 4-1  | 3-2  | 3-2  | 4-0  | 5-2  | 3-0  | 3-2  | 4-0  | 2-0  | 2-4  | 1-0  | 2-0  | 1-1  | 4-0  | 2-1  | 3-0  | 2-1  |
| Atlético Madrid  | 0-0  | –––– | 1-1  | 0-0  | 5-2  | 1-0  | 1-0  | 3-0  | 2-1  | 3-1  | 0-0  | 2-0  | 2-0  | 2-1  | 1-0  | 1-1  | 2-1  | 2-1  |
| Barcellona       | 0-1  | 2-1  | –––– | 1-1  | 2-2  | 1-0  | 7-2  | 2-1  | 3-0  | 0-2  | 2-1  | 1-1  | 1-0  | 3-0  | 3-0  | 1-0  | 1-1  | 1-0  |
| Betis            | 5-1  | 1-3  | 1-1  | –––– | 0-1  | 1-0  | 3-1  | 1-1  | 4-2  | 2-1  | 1-1  | 2-2  | 1-1  | 1-1  | 1-1  | 1-2  | 1-0  | 2-0  |
| Celta Vigo       | 0-1  | 0-4  | 0-4  | 1-2  | –––– | 2-2  | 3-0  | 2-2  | 2-1  | 1-0  | 0-2  | 0-2  | 0-1  | 1-0  | 2-0  | 1-0  | 0-0  | 2-1  |
| Español          | 3-2  | 1-2  | 0-3  | 0-2  | 1-0  | –––– | 2-0  | 3-0  | 3-0  | 1-0  | 1-1  | 3-2  | 1-0  | 2-0  | 1-1  | 1-1  | 3-2  | 5-2  |
| Malaga           | 1-5  | 1-2  | 2-1  | 1-0  | 2-2  | 0-0  | –––– | 1-2  | 2-1  | 2-1  | 0-3  | 1-0  | 2-0  | 2-2  | 4-1  | 1-1  | 1-1  | 1-1  |
| Las Palmas       | 0-0  | 0-2  | 1-4  | 1-0  | 1-0  | 2-1  | 3-1  | –––– | 1-0  | 3-0  | 2-1  | 1-3  | 1-0  | 2-2  | 2-3  | 0-0  | 1-1  | 3-1  |
| Osasuna          | 2-2  | 4-2  | 1-0  | 0-0  | 4-1  | 4-0  | 1-1  | 1-0  | –––– | 4-2  | 2-1  | 1-2  | 0-1  | 1-1  | 1-0  | 0-1  | 2-0  | 2-1  |
| Racing Santander | 0-2  | 4-0  | 0-4  | 2-2  | 2-0  | 1-2  | 2-1  | 0-0  | 3-0  | –––– | 1-2  | 2-1  | 1-1  | 5-0  | 1-1  | 2-2  | 2-1  | 4-1  |
| Real Madrid      | 2-0  | 3-1  | 0-2  | 1-0  | 3-0  | 2-2  | 1-0  | 1-0  | 2-1  | 5-1  | –––– | 1-0  | 4-0  | 2-0  | 1-0  | 1-0  | 1-0  | 5-1  |
| Real Saragozza   | 2-1  | 2-1  | 2-2  | 2-0  | 4-0  | 0-0  | 2-1  | 3-1  | 4-0  | 7-2  | 0-1  | –––– | 1-1  | 4-1  | 3-2  | 1-0  | 0-1  | 3-2  |
| Real Sociedad    | 1-1  | 1-0  | 1-0  | 2-0  | 1-0  | 0-2  | 1-1  | 2-0  | 2-0  | 2-0  | 0-0  | 0-0  | –––– | 2-1  | 4-1  | 0-0  | 0-0  | 2-0  |
| Real Valladolid  | 0-2  | 1-3  | 1-3  | 2-0  | 3-1  | 1-0  | 1-0  | 0-0  | 1-1  | 2-0  | 2-2  | 2-1  | 1-1  | –––– | 3-0  | 1-4  | 1-0  | 1-0  |
| Salamanca        | 0-1  | 1-2  | 1-1  | 2-1  | 1-0  | 1-0  | 1-1  | 2-1  | 2-0  | 3-0  | 0-0  | 2-0  | 0-0  | 1-0  | –––– | 2-3  | 0-2  | 1-0  |
| Siviglia         | 2-1  | 1-1  | 0-0  | 2-0  | 1-0  | 2-1  | 2-0  | 2-2  | 1-0  | 2-0  | 2-2  | 1-2  | 2-1  | 3-0  | 0-0  | –––– | 1-0  | 3-1  |
| Sporting Gijón   | 1-1  | 2-3  | 0-0  | 2-2  | 0-0  | 1-0  | 1-0  | 3-0  | 2-1  | 2-1  | 1-1  | 2-1  | 0-0  | 0-0  | 1-0  | 1-1  | –––– | 1-1  |
| Valencia         | 1-2  | 1-0  | 2-1  | 4-2  | 0-1  | 2-1  | 0-0  | 1-1  | 1-1  | 2-1  | 1-0  | 1-2  | 2-1  | 1-1  | 4-1  | 4-0  | 1-1  | –––– |

## Statistiche

### Squadre

#### Primati stagionali
Squadre
- Maggior numero di vittorie: Athletic Bilbao (22)
- Minor numero di sconfitte: Real Madrid (5)
- Migliore attacco: Athletic Bilbao (71)
- Miglior difesa: Real Madrid (25)
- Miglior differenza reti: Athletic Bilbao (+35)
- Maggior numero di pareggi: Sporting Gijón (15)
- Minor numero di pareggi: Racing Santander (5)
- Maggior numero di sconfitte: Racing Santander (20)
- Minor numero di vittorie: Las Palmas (7)
- Peggior attacco: Celta Vigo (27)
- Peggior difesa: Racing Santander (63)
- Peggior differenza reti: Celta Vigo (-29)

### Individuali

#### Classifica marcatori
| Gol | Rigori |  | Giocatore               | Squadra         |
| --- | ------ |  | ----------------------- | --------------- |
| 20  | 2      |  | Hipólito Rincón         | Real Betis      |
| 19  | 1      |  | Raúl Amarilla           | Real Saragozza  |
| 18  | 3      |  | Dani                    | Athletic Bilbao |
| 17  | 1      |  | Jorge Valdano           | Real Saragozza  |
| 16  |        |  | Manuel Sarabia          | Athletic Bilbao |
| 15  | 7      |  | Hugo Sánchez            | Atlético Madrid |
| 13  | 3      |  | Mario Kempes            | Valencia        |
| 12  | 7      |  | Francisco Martínez Díaz | Salamanca       |
| 11  | 2      |  | Diego Armando Maradona  | Barcellona      |
| 11  | 6      |  | José Juan Suárez        | Las Palmas      |
| 11  |        |  | Francisco Pineda        | Real Madrid     |
| 10  | 2      |  | Marañón                 | Español         |
| 10  | 1      |  | Pedro Uralde            | Real Sociedad   |